# Alx Danielsson
Alexander "Alx" Danielsson, född 1 april 1981 i Östersund, är en svensk racerförare och racinginstruktör.

## Racingkarriär

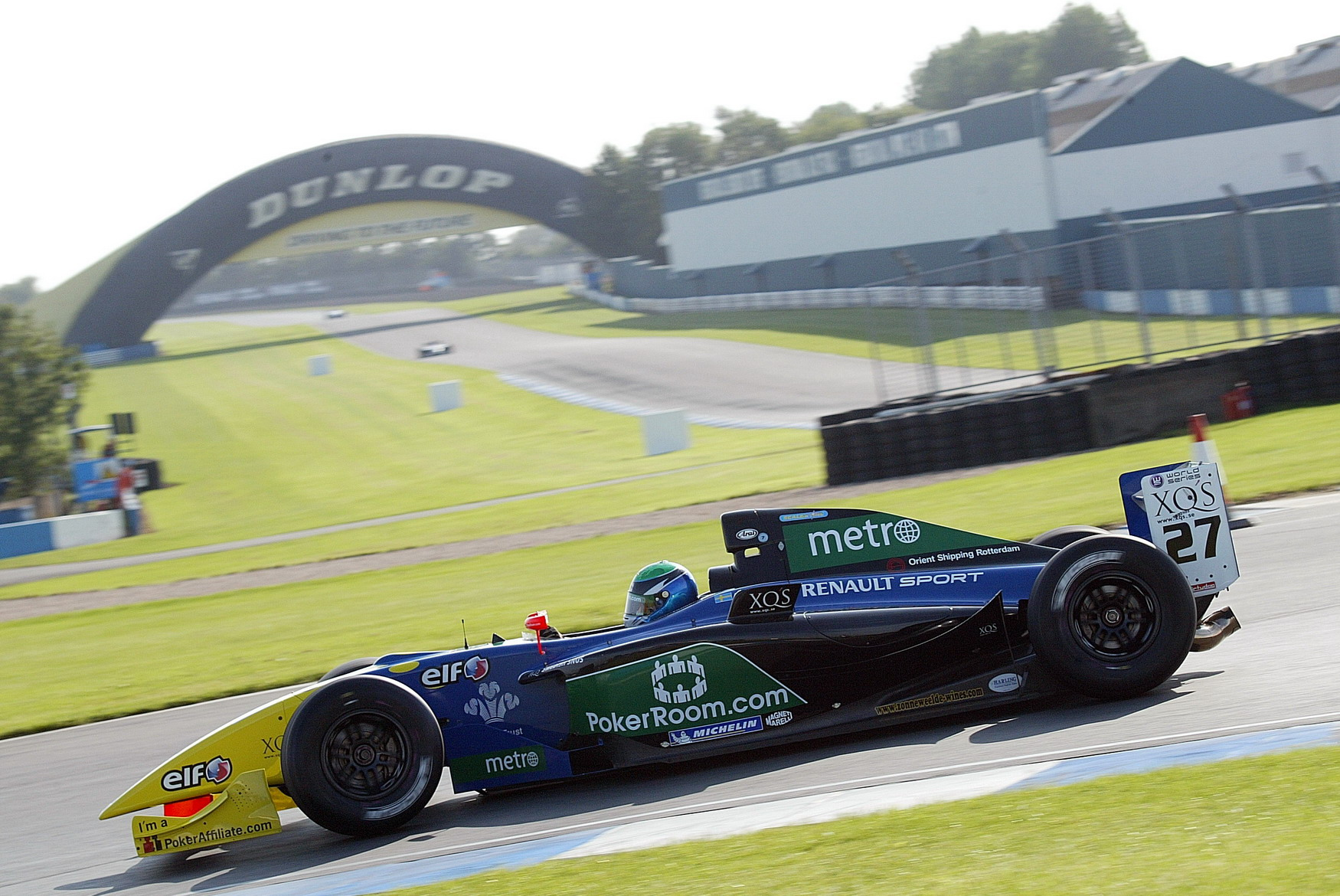
Alx Danielsson på Donington Park i Formula Renault 3.5 Series 2006.

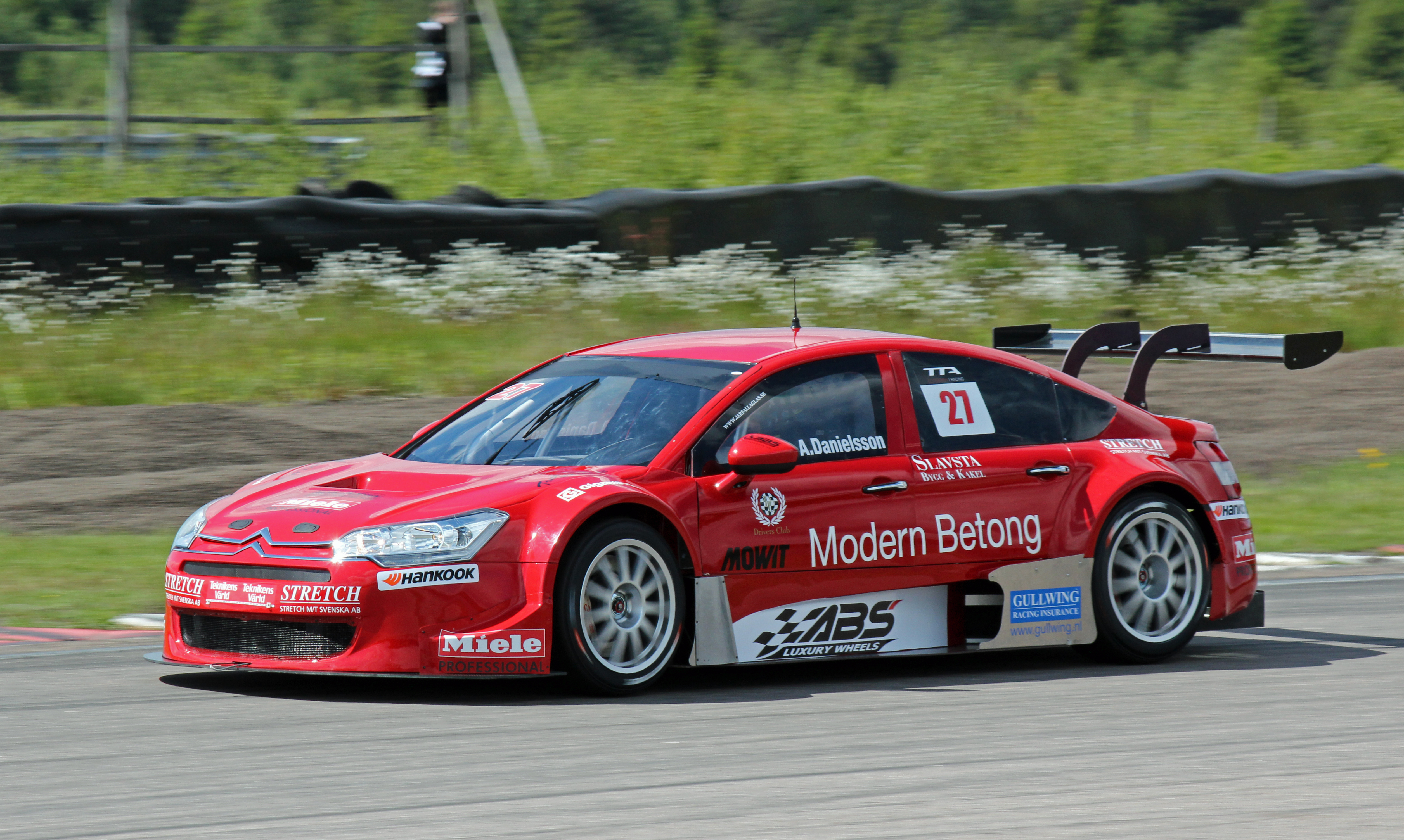
Alx Danielsson i TTA – Elitserien i Racing på Anderstorp Raceway 2012.

Danielsson har sin bakgrund inom utförsåkning, där han var Sveriges fjärde bästa i sin åldersgrupp i storslalom 1999. 
Han började med motorsport 1998 och gick på fem år från olika kartingserier till mästerskapssegrar i formelbilsklasser i Sverige och Storbritannien. 2006 blev Danielsson mästare i Formula Renault 3.5 Series för Comtec Racing. Han lyckades dock aldrig ta steget till Formel 1, utan har gjort bland annat några lyckade inhopp i Porsche Carrera Cup Scandinavia, samt ha blivit mästare i Ferrari Challenge Scandinavia 2009.
Under bilsportmässan 2006 fick Danielsson ta emot flera utmärkelser för sina framgångar under säsongen och som pris fick han den 18 maj 2007 provköra en Renault F1 R26 på Silverstone Circuit. Det var första gången han körde en Formel 1-bil. Danielsson fick senare åter köra en av stallets bilar i Rotterdam, Nederländerna år 2007 och 6-7 september 2008 på Circuit Bugatti du Mans.
Under säsongen 2011 körde Danielsson vissa tävlingar i Scandinavian Touring Car Championship för sitt eget team Danielsson Motorsport, samt i Swedish GT Series för IKC Scuderia Autoropa på Falkenbergs Motorbana. Swedish GT Series fortsatte han med även säsongen 2012, men fick också ersätta Mark Miller i TTA – Elitserien i Racing under den andra tävlingshelgen på Anderstorp Raceway.

### Meriter
- 2007 - Euroseries 3000
- 2006 - Belönad med Bilsport Awards för bästa racerförare och bilförare alla kategorier.
- 2006 - Totalsegrare i Formula Renault 3.5 Series
- 2005 - Formula Renault 3.5 Series (andra plats i Bilbao som bäst)
- 2004 - Formula Renault V6 Eurocup (en seger och en tredjeplats)
- 2003 - Formel Ford England, Irland (tre segrar och åtta pallplatser)
- 2002 - Brittisk Mästare i Formel Ford Zetec Winter Series.
- 2001 - Formel Ford England, Europa
- 2000 - Formel Ford Sverige, Europa
- 1999 - Formel Ford Sverige

### Segrar Formula Renault 3.5 Series
| Nr | Bana                 | Race | År   |
| -- | -------------------- | ---- | ---- |
| 1  | Donington Park       | 1    | 2006 |
| 2  | Donington Park       | 2    | 2006 |
| 3  | Le Mans              | 1    | 2006 |
| 4  | Circuit de Catalunya | 1    | 2006 |